# 光が丘清掃工場
光が丘清掃工場（ひかりがおかせいそうこうじょう）は、東京都練馬区光が丘五丁目３番１号にある東京二十三区清掃一部事務組合の清掃工場。

## 概要
1日あたり300トンの焼却能力を持ち、蒸気タービン発電機(9,000 kW)による発電と、地域熱供給（蒸気、温水）を行っている。
煙突は高さ150mで、練馬区で最も高い構造物である。光が丘公園、練馬光が丘病院に隣接している。
旧工場の煙突は高さ150mで練馬区で最も高い構造物であった。
練馬区内にはほかに練馬清掃工場も所在している。

## 歴史

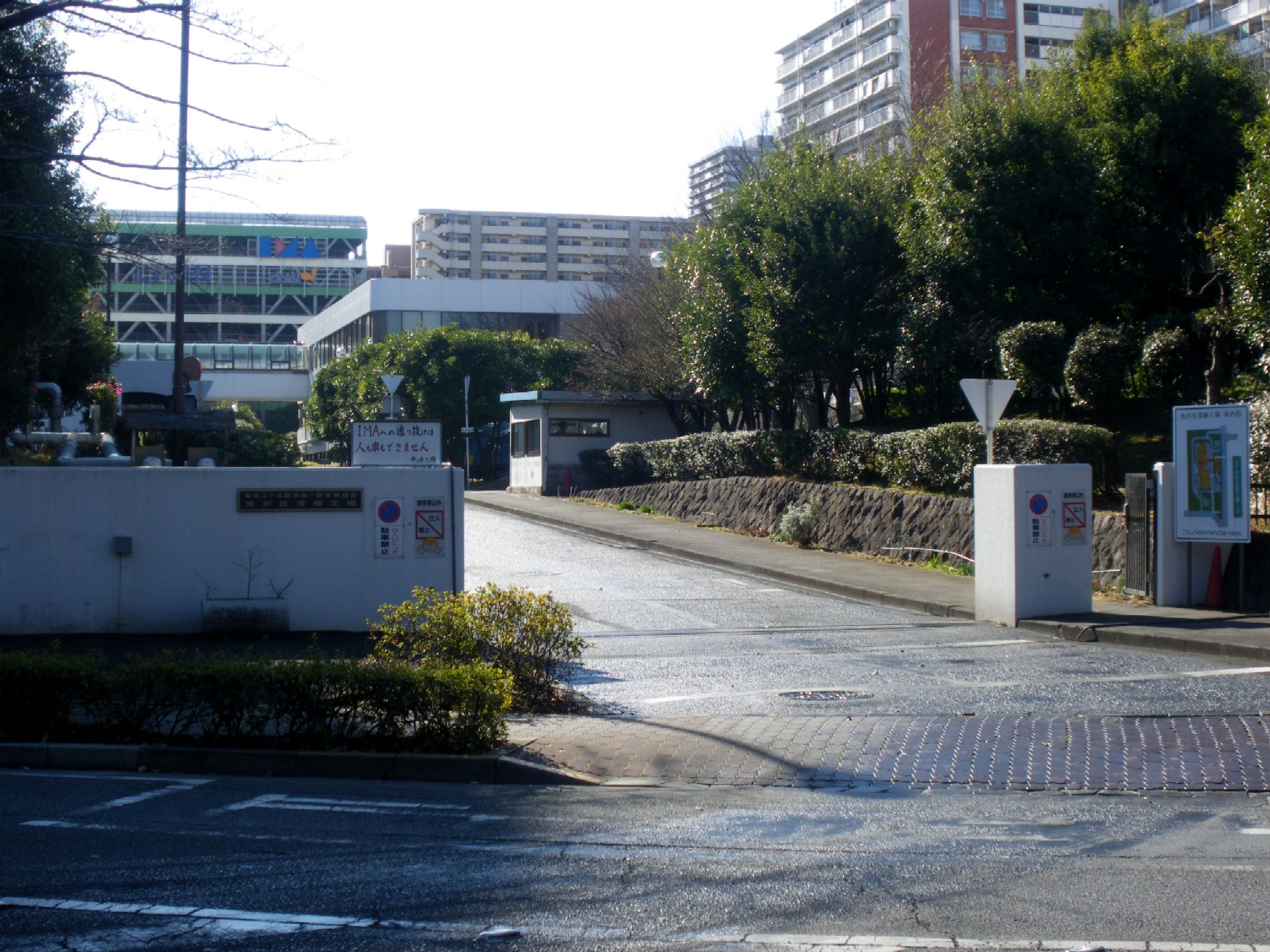
旧工場

- 1973年（昭和48年）9月30日 - 米軍から全面返還。
- 1981年（昭和56年） - 旧工場着工。
- 1983年（昭和58年） - 旧工場竣工。
- 2013年（平成25年） - 建て替え計画を策定。
- 2016年（平成28年） - 旧工場解体開始。
- 2018年（平成30年）12月26日 - 建て替え工事で設置した仮設テントが、世界最大の負圧密閉式テントとしてギネス世界記録に認定。テントは長さ150m×幅77.30m×高さ45.90m。
- 2021年（令和3年）3月15日 - 新工場竣工。